# Krajevna skupnost heroja Vojka
Krajevna skupnost heroja Vojka (krajše KS heroja Vojka) je nekdanja krajevna skupnost v Občini Maribor-Pobrežje. Ime je dobila po narodnem heroju Janku Premrlu-Vojku. 
Sedež KS se je nahajal v domu krajanov na Kosovelovi ulici 11, kjer je danes sedež Mestne četrti Pobrežje. V letu 1981 je imela KS 4992 prebivalcev.